# Фарнштедт
Фарнштедт (нім. Farnstädt) — громада в Німеччині, розташована в землі Саксонія-Ангальт. Входить до складу району Заалє. Складова частина об'єднання громад Вайда-Ланд.
Площа — 27,13 км2. Населення становить 1469 ос. (станом на 31 грудня 2021).

## Галерея

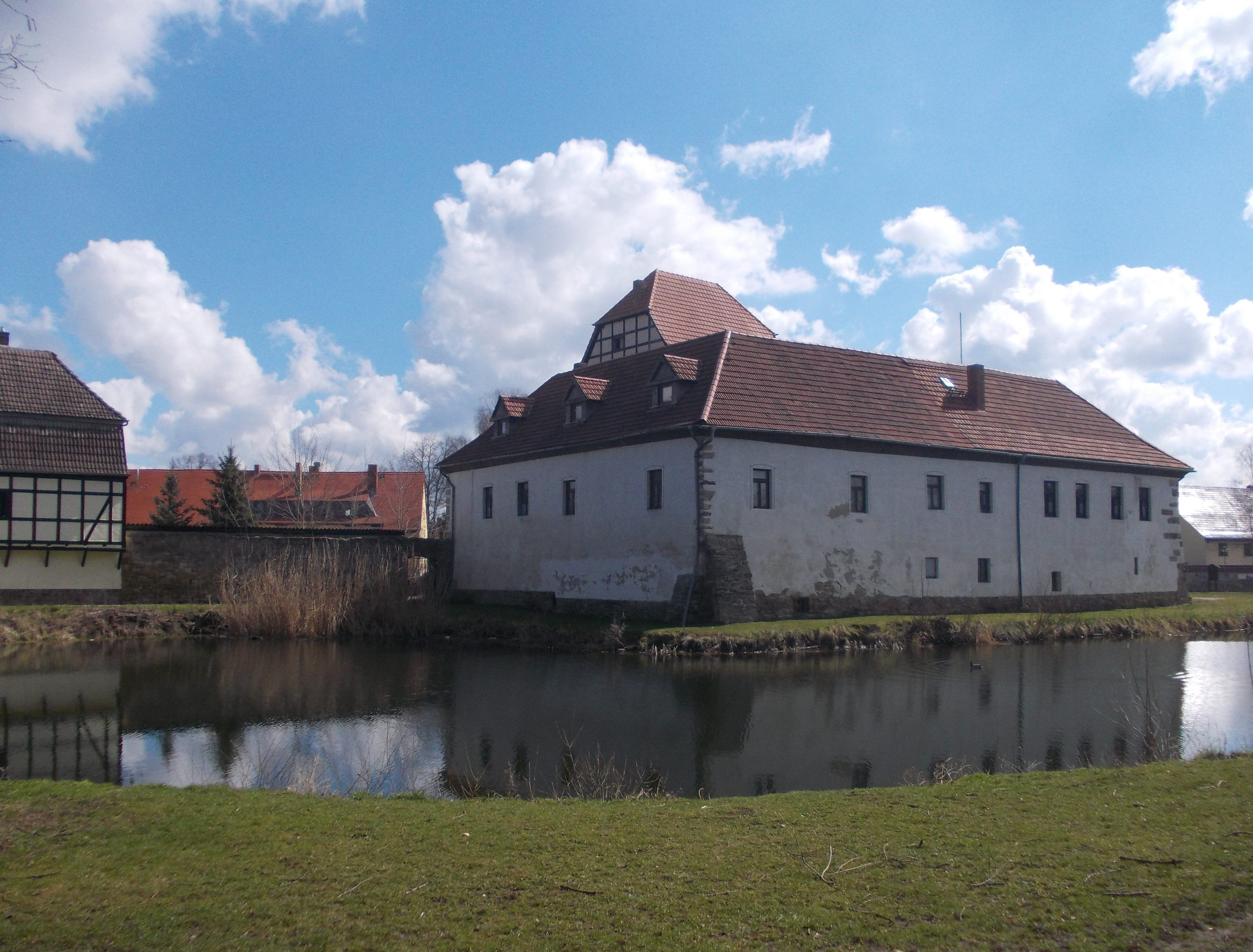